# Kivisaari (ö i Finland, Päijänne-Tavastland, Lahtis, lat 61,00, long 25,95)
Kivisaari är en ö i Finland. Den ligger i sjön Salajärvi och i kommunen Lahtis i den ekonomiska regionen  Lahtis ekonomiska region  och landskapet Päijänne-Tavastland, i den södra delen av landet, 110 km nordost om huvudstaden Helsingfors. Öns area är 0,8 hektar och dess största längd är 240 meter i nord-sydlig riktning.